# Arien
Arien, la Dama del fuego y el Sol. Es un personaje del libro El Silmarillion, del escritor británico J. R. R. Tolkien. Se trata de una Maiar, contada entre los que fungen con Varda. Es una de las más poderosas entre los Maiar y en el principio de los días Melkor la temió y aborreció. "habia cuidado las flores de fuego en los jardines Vána." 
Después de que Melkor y Ungoliant destruyeran los Dos Árboles de Valinor, que daban luz a las Tierras Imperecederas, los Valar decidieron alumbrar la Tierra Media, que estaba sumida en un sueño encantado. Construyeron una poderosa barca a partir de un fruto de Laurelin, el dorado de los Dos Árboles, y encomendaron a Arien, un espíritu de fuego, que la condujera comandando su curso por los círculos del cielo. Tilion sería quien comandaría la barca de plata que llevaría la luna. De esta manera, Arien pasó a ser la conductora de Anar (el Sol del legendarium de Tolkien).